# Ernst Biekert
Rudolf Ernst Biekert (* 25. September 1924 in Ebingen; † 15. Dezember 2013) war ein deutscher Chemiker und Manager.
Biekert stammte aus einer Lehrerfamilie und wollte nach französischer Kriegsgefangenschaft in Tübingen Medizin studieren. Da eine Warteliste bestand, studierte er zunächst Chemie und blieb dabei. 1950 erhielt er sein Diplom und wurde 1952 bei Adolf Butenandt promoviert (Dissertation Beiträge zur Ultraviolettbestrahlung und zur Bromierung von Steroidketonen), dessen Assistent er ab 1953 am Max-Planck-Institut für Biochemie in Tübingen war. Er folgte auch Butenandt nach München und war dort am Neuaufbau des biochemischen Labors wesentlich beteiligt. 1956 wurde er Hauptabteilungsleiter am Münchner Max-Planck-Institut für Biochemie. 1960 habilitierte er sich in Organischer Chemie an der Universität München und wurde Privatdozent. Danach ging er in die Industrie als Mitglied des Vorstands der Knoll AG und Leiter der Forschung (ab 1961). 1968 bis 1985 war er Vorstandsvorsitzender der Pharmafirma Knoll AG in Ludwigshafen, die 1975 von der BASF übernommen wurde. 1975 bis 1985 war er außerdem Spartenleiter Pharma der BASF. 1985 trat er aus Altersgründen zurück.
Seit 1968 war er außerplanmäßiger Professor für Chemie an der Universität Heidelberg. Ab 1970 war er Mitherausgeber von Ullmanns Enzyklopädie der Technischen Chemie.
1978/79 war er Präsident der Gesellschaft Deutscher Chemiker, deren Carl-Duisberg-Plakette er erhielt, und war ab 1984 deren Schatzmeister. 1984 erhielt er das Bundesverdienstkreuz 1. Klasse. Er war in vielen Aufsichtsräten, so auch Vorsitzender der Gesellschaftsversammlung der VCH-Verlagsgesellschaft. Er war Mitglied des Deutschen Wissenschaftsrats.
Er war seit 1953 mit Inge Langensteiner verheiratet und hatte eine Tochter.